# Diplodactylus kenneallyi
Diplodactylus kenneallyi är en ödleart som beskrevs av  Storr 1988. Diplodactylus kenneallyi ingår i släktet Diplodactylus och familjen geckoödlor. Inga underarter finns listade i Catalogue of Life.